# Lycée Hoche
Lycée Hoche là một cơ sở giáo dục trung học và đại học công lập của Pháp, tọa lạc tại số 73, đại lộ Saint-Cloud ở quận Notre-Dame de Versailles, ở Yvelines. Trường trung học Napoleon được thành lập vào năm 1803, nó được đặt tên là Lycée Hoche vào năm 1888 để vinh danh Lazare Hoche, một vị tướng Pháp sinh ra ở Versailles.
Nhà nguyện được liệt kê là di tích lịch sử từ năm 1926, phần còn lại của các tòa nhà tu viện được liệt kê là di tích lịch sử từ năm 1969. Giám đốc hiện tại là Guy Seguin.
Nó được công nhận vì kết quả xuất sắc trong kỳ thi tú tài và các kỳ thi tuyển sinh vào Grandes écoles, đặc biệt hơn là khoa học (Ecole Normale Supérieure, Polytechnique, Mines de Paris, CentraleSupélec, École des Ponts) và thương mại (HEC Paris).

## Sinh viên tốt nghiệp nổi tiếng
- Michel Aupetit
- Henri Cartan
- Wendelin Werner